# Hot-Chip-Challenge
Die Hot-Chip-Challenge (wörtlich: Scharfer-Chip-Herausforderung, ursprünglich One Chip Challenge) ist eine Internet-Challenge, bei der Menschen einen extrem scharf gewürzten Tortilla-Chip verzehren.

## Geschichte

### Werbung und Hersteller
Der amerikanische Hersteller Paqui und PuckerButt Pepper, der Züchter der Chilischote Carolina Reaper, entwickelten den namensgebenden Chip im Jahr 2015. Sie vermarkteten ihn als schärfsten Chip der Welt und riefen ab Oktober 2016 zur Internetchallenge auf. Die Chips wurden einzeln in einer Kartonpackung verkauft, die in ihrer Form an einen Sarg erinnerte.
Die als „die schärfsten Chips der Welt“ beworbenen Produkte wurden in den USA von der in Texas ansässigen Firma Paqui (die über Amplify zur Hershey Company gehört), in Europa von der in Ostrava ansässigen Firma HOT-CHIP hergestellt.

### Zwischenfälle und Reaktionen
In den USA starb im September 2023 ein 14-jähriger Junge mit einem angeborenen Herzdefekt nach dem Verzehr eines Chips des US-Herstellers Paqui. Daraufhin zog Paqui die Challenge zurück und bot Erstattungen an.
Im September 2023 kam es in Euskirchen zu einem Großeinsatz von Notärzten und Polizisten, nachdem Kinder einer 5. Klasse Chips des tschechischen Herstellers gegessen hatten. Aufgrund dessen warnte etwa die saarländische Verbraucherzentrale vor den extrem scharfen Tortilla-Chips, da sie zu „Reizungen der Schleimhäute in Mund, Magen und Darm [...] Übelkeit und unter Umständen auch zu Atemnot“ führten. Auch eine Schädigung der Augen sei bei unsachgemäßer Handhabung denkbar. Insbesondere bei Kleinkindern sind lebensbedrohliche Blutdruckkrisen möglich.
Das Bundesinstitut für Risikobewertung und das Bundesamt für Verbraucherschutz und Lebensmittelsicherheit warnten vor gesundheitlichen Risiken der Mutprobe sowie vor schwankenden und teilweise extrem hohen Werten des Inhaltsstoffs Capsaicin.
Das Ministerium für Ernährung, Ländlichen Raum und Verbraucherschutz Baden-Württemberg wies am 9. November 2023 die unteren Lebensmittelüberwachungsbehörden an, chargenunabhängig ein Verkehrsverbot für die Chips auszusprechen. Das Bayerische Landesamt für Gesundheit und Lebensmittelsicherheit folgte am darauffolgenden Tag. Aufgrund bisheriger Untersuchungsergebnisse sei davon auszugehen, dass keine Charge des Produkts als sicher einzustufen sei. Am 16. November 2023 sprach das hessische Verbraucherschutzministerium ein Verkaufsverbot für das Alternativprodukt aus. Dessen Hersteller hatte zwischenzeitlich angekündigt, das Produkt nicht mehr nach Deutschland zu liefern. Mit dem Verkaufsverbot solle sichergestellt werden, dass verbliebene Bestände nicht in den Verkauf gelangen. In Tschechien warnte die Lebensmittelüberwachung SZPI seit Ende November 2023 ebenfalls vor dem Verzehr.
Der tschechische Anbieter passte die Rezeptur seit 2023 an und verkauft eine weniger scharfe Version in einer violetten Verpackung. Nach eigener Behauptung hat dieser Hot-Chip einen Capsaicin-Gehalt, der „[...] von den nationalen Gesundheitsinstituten alsgesundheitlich [sic!] unbedenklich angesehen [...]“ wird. Es wird lediglich der Scoville-Wert der in der Rezeptur verwendeten Chilischoten angegeben, nicht jedoch der des Endprodukts.
Anfang 2024 kam in ähnlicher Aufmachung die für Kinder potentiell lebensgefährliche Salt-Chip-Challenge auf, bei der Personen einen Chip mit einem Salzgehalt von 40 % verzehren.